# Jaakko Karvonen

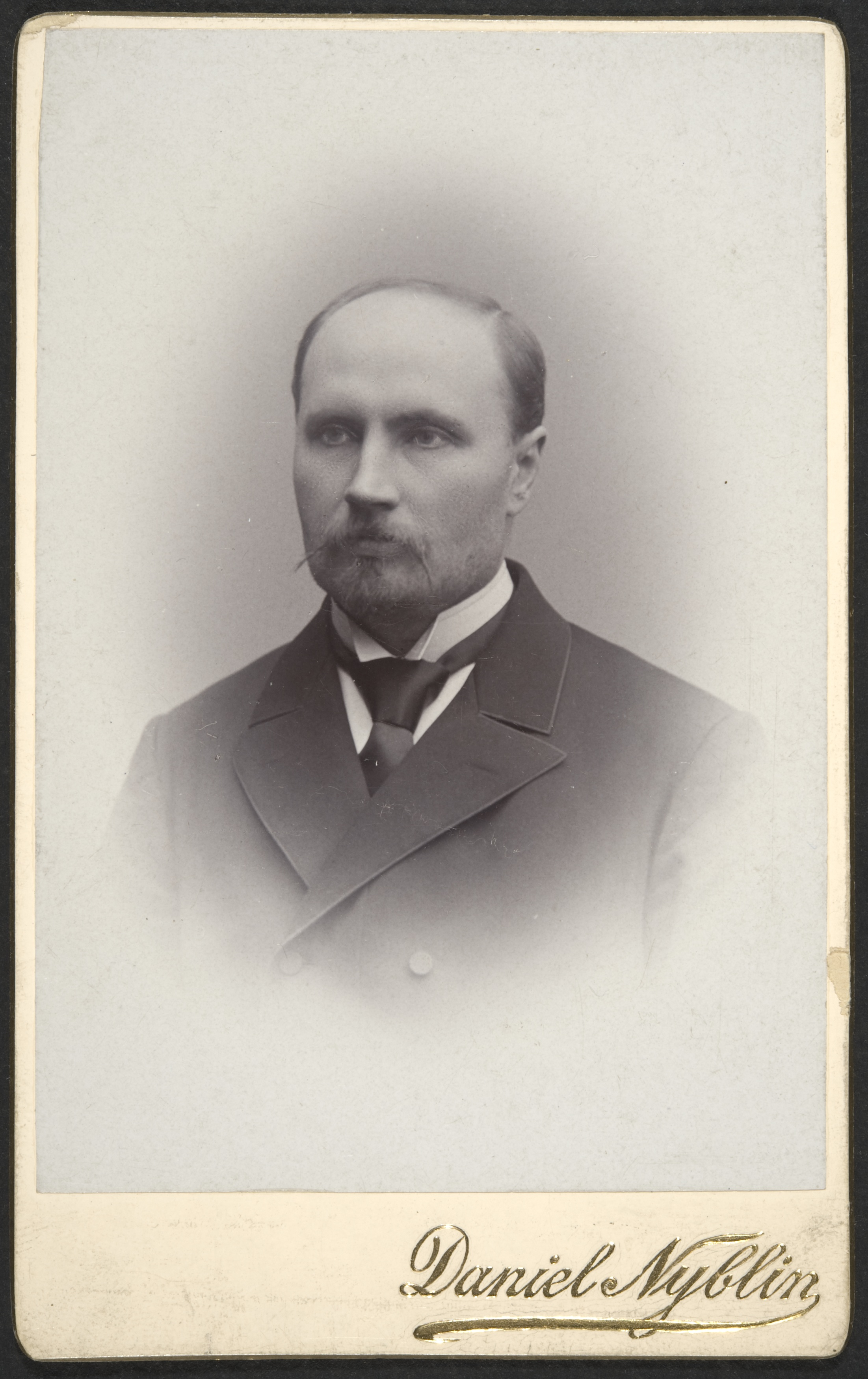
Jaakko Karvonen år 1901. (Fotografi av Daniel Nyblin.)

Juho Jaakko Karvonen, född 20 oktober 1863 i Pudasjärvi i Österbotten, död 2 maj 1943 i Helsingfors, var en finländsk läkare och professor.
Karvonen blev student 1883 och medicine och kirurgie doktor 1898 på avhandlingen Über den Einfluss des Quecksilbers auf die Nieren. Han blev 1903 e.o. professor i syfilidologi och hudsjukdomar vid Helsingfors universitet samt var 1917–20 generaldirektör för finländska Medicinalverket. Han var försäkringsbolaget Suomis överläkare 1926–36 och ordförande i Försäkringsföreningen i Finland 1932–35. Han blev arkiater 1933.
Karvonens viktigaste undersökningar gällde njursyfilis, och han utgav inom detta område ett större arbete, Die Nierensyphilis I–II (i "Dermatologische Zeitschrift", 1898, 1900 och särskilt). Vidare publicerade han Zur Kenntnis der s.g. Dactylitis syphilitica (i "Arbeiten aus dem Pathologischen Institute", Helsingfors, 1905). I Suomi-bolagets festskrift 1922 publicerade han undersökningar om tuberkulosens och könssjukdomarnas betydelse för livförsäkringen samt om dödligheten och dödsorsakerna inom bolaget 1890–1915.

## Utmärkelser
- Riddare av Nordstjärneorden,  1914[1]
- Sankt Annas orden, tredje klass,  1915[1]
- Kommendörstecknet av Finlands Vita Ros’ orden,  1931[1]

[Redigera Wikidata]